# Flor Pucarina y Sus Canciones
Flor Pucarina y Sus Canciones es el segundo álbum de la cantante vernacular Flor Pucarina, En esta producción musical está acompañada por "Los Engreídos de Jauja" dirigido por el maestro Julio Rosales. Cabe destacar que ésta es la primera grabación realizada totalmente en sonido estereofónico.

## Lista de canciones
| Nº  | Canción                                       |  |
| --- | --------------------------------------------- |  |
| 1.  | "Centenario de Huancayo" Carlos Baquerizo     |  |
| 2.  | "Palomita Herida" Emilio Alanya               |  |
| 3.  | "Amor Perverso" Leonor Chávez                 |  |
| 4.  | "Vida Bohemia" Máximo Alanya                  |  |
| 5.  | "Asesino" Wilfredo Quitana                    |  |
| 6.  | "Triste Recuerdo" Humberto Sarmiento          |  |
| 7.  | "Así Es Mi Tierra Huanca" Emilio Alanya       |  |
| 8.  | "Linda Rosa" Juan Bolívar                     |  |
| 9.  | "Lo Pagarás" Nicolás Caro; Freddy Centti      |  |
| 10. | "Te Olvidaré" Paulino Torres                  |  |
| 11. | "Palomita, Piquito de Oro" Humberto Sarmiento |  |
| 12. | "Infamia" Emilio Alanya                       |  |

- Datos: Q2918821